# Protracheoniscus stefanelli
Protracheoniscus stefanelli är en kräftdjursart som beskrevs av Arcangeli1934. Protracheoniscus stefanelli ingår i släktet Protracheoniscus och familjen Trachelipodidae. Inga underarter finns listade i Catalogue of Life.